# Javoří hory
Javoří hory (polsky Góry Suche, německy Heidelgebirge) jsou pohoří (geomorfologický okrsek) s rozlohou 49,84 km² rozkládající se severně až severovýchodně od měst Meziměstí a Broumov v severovýchodních Čechách na hranicích s Polskem. Představují severovýchodní část Meziměstské vrchoviny. Polské Góry Suche jsou součástí rozsáhlejšího celku Kamenné hory. Kromě Javořích hor do něj patří ještě: Góry Krucze (na české území přesahují jako Vraní hory u Žacléře), Czarny Las a masív hory Lesista. Nejvyšším vrcholem pohoří je Waligóra (934 m) ležící na polském území.

## Historie
Před rokem 1945 bylo území české i polské obydleno převážně obyvateli německé národnosti. Tito obyvatelé byli odsunuti a nahrazeni obyvatelstvem českým a polským. V dnešní době je počet obyvatel na české straně Javořích hor mnohem nižší než počet obyvatel před rokem 1945. Před druhou světovou válkou bylo zvláště v jihovýchodní polovině pohoří mnohem více luk než dnes. V padesátých až sedmdesátých letech 20. století bylo několik kilometrů čtverečních luk zalesněno, většinou smrkem. Naopak četná políčka kolem vesnic byla převedena na louky a pastviny.

## Geologie
Javoří hory jsou budovány vulkanity, které jsou prvohorního stáří, vznikaly v karbonu a permu .
Severozápadní část pohoří na jihovýchod přibližně po Janovičky je tvořena hlavně ignimbrity a v jejich podloží jsou ryolitové tufy, které místy také vystupují na povrch. Jsou to produkty kyselého vulkanismu, který zde probíhal v permu. Díky tomuto kyselému substrátu jsou zde nejčastější potenciálně přirozenou vegetací acidofilní bučiny.
Jihovýchodní část pohoří je geologicky pestřejší, tvoří ho také vulkanity permského, méně i karbonského stáří. Nacházejí se zde podobné horniny jako v severozápadní části, častější je zde však i výskyt bazičtějších melafyrů a melafyrových tufů. Na nich se vyskytují květnaté bučiny. Místy jsou tyto horniny překryty sedimenty, hlavně prachovce, jílovce a pískovce.
V Javořích horách se vyskytuje i několik ventarol, nejznámější z nich se nachází na vrcholu kopce Homole. Ventarola je puklina, ze které vystupují počátkem zimy oblaka páry.
V glaciálu se na modelaci reliéfu podílely kryogenní pochody, např. mrazové zvětrávání a soliflukční proudy .

## Vrcholy

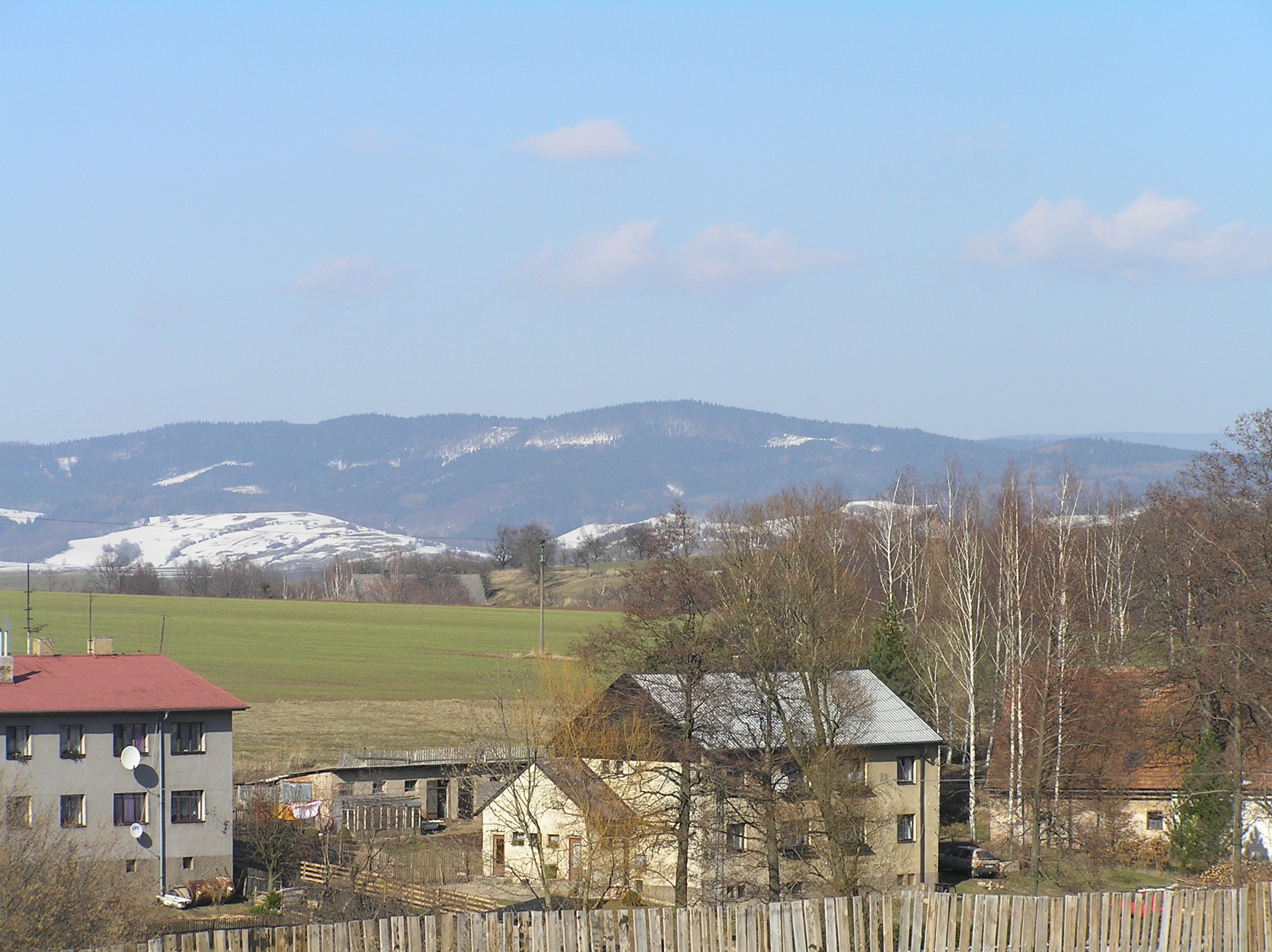
Jihovýchodní část pohoří, nejvyšší špičatá hora na obzoru je Vysoká

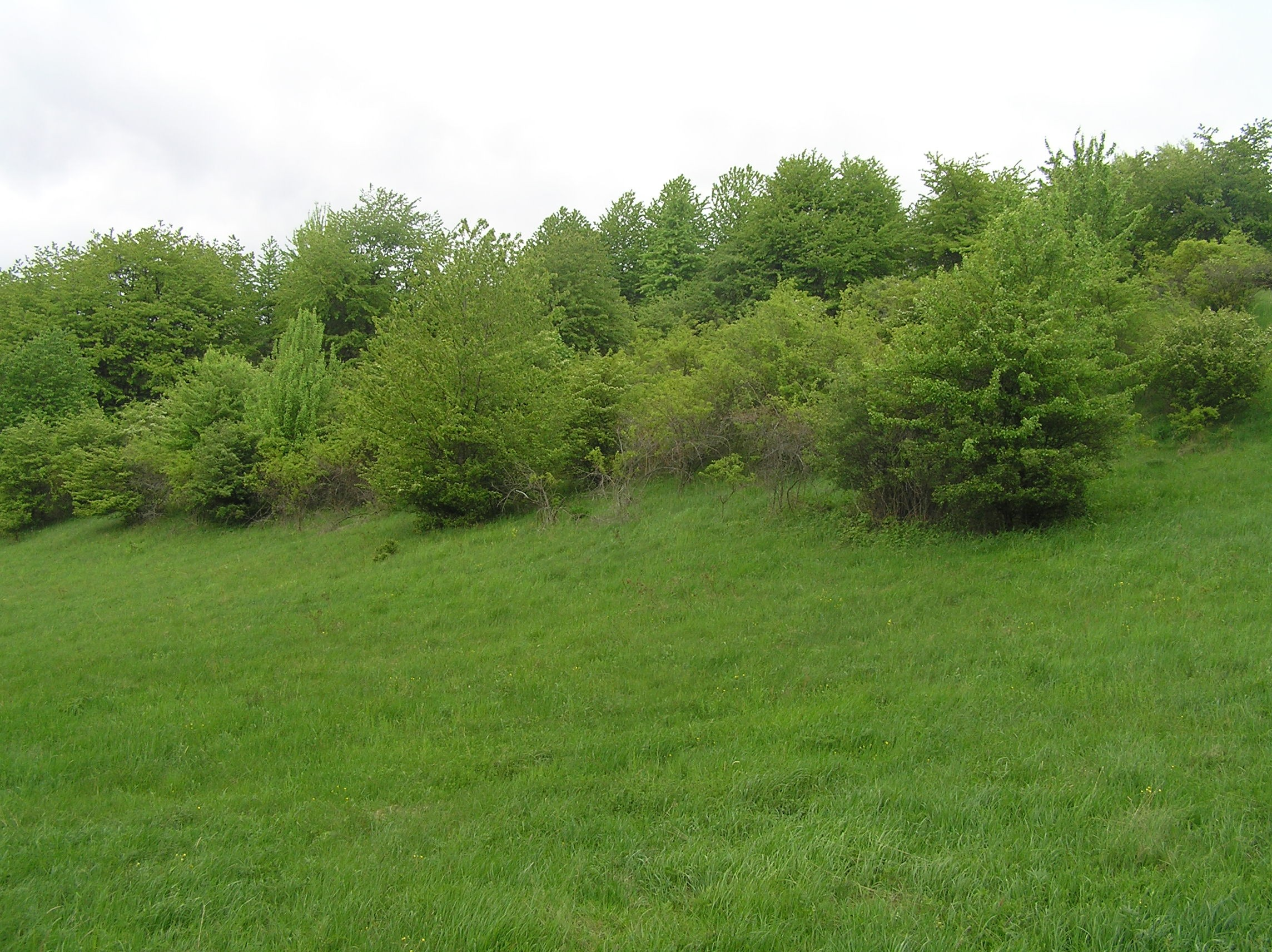
V podhůří Javořích hor v okolí Šonova se nacházejí rozsáhlé pastviny s křovinami

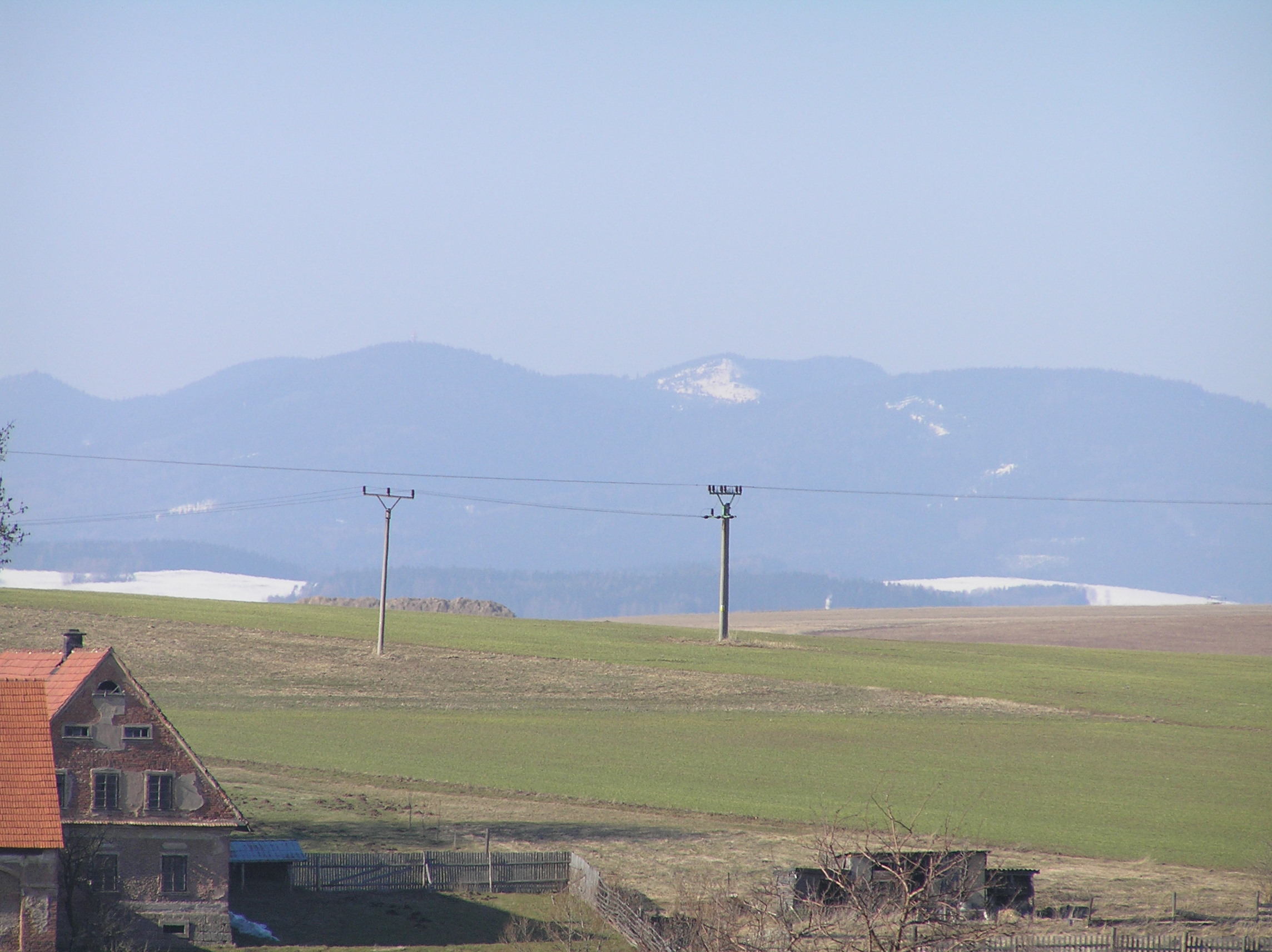
Nejvyšší část Javořích hor

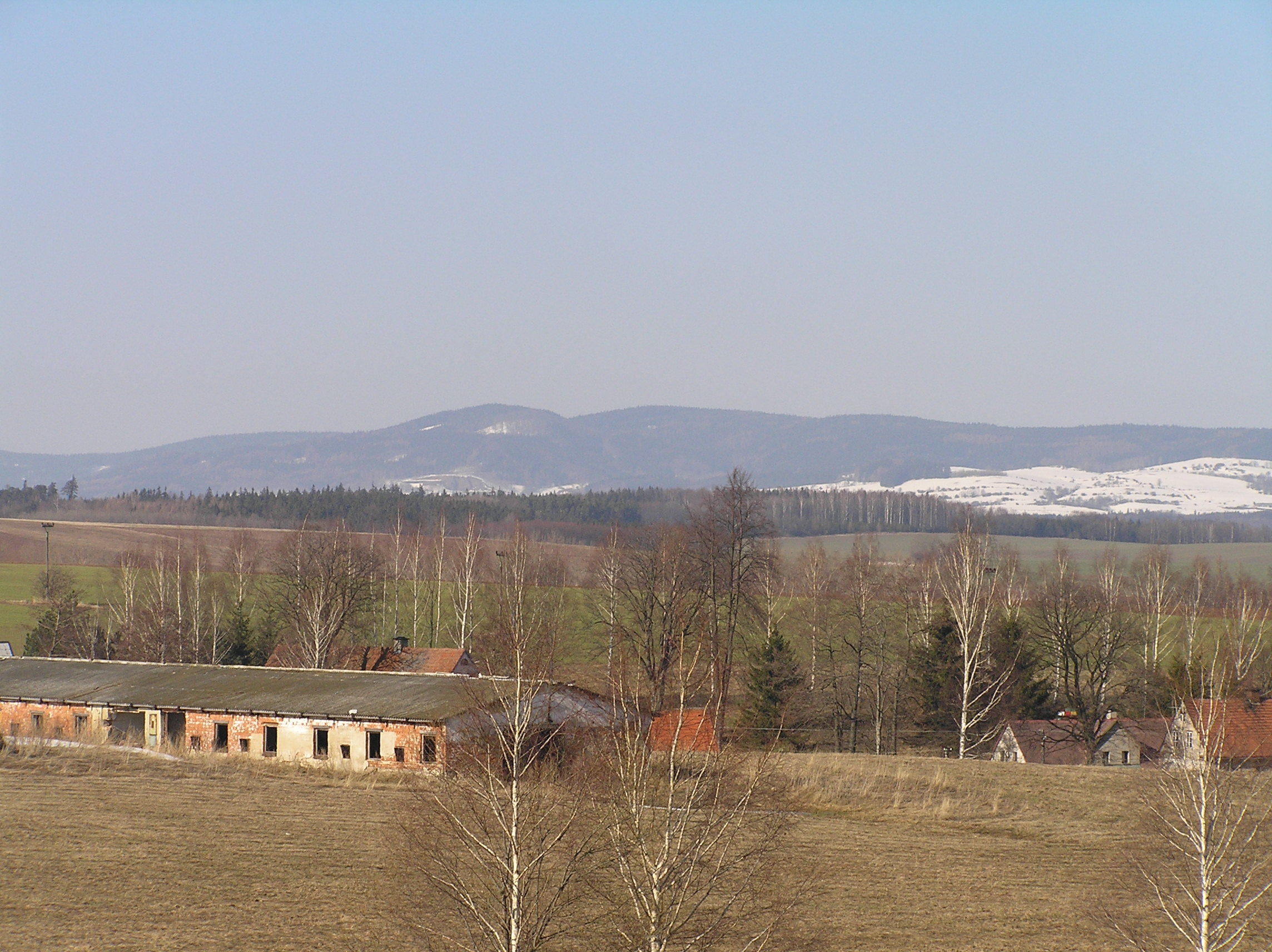
Část hřebene Javořích hor s Bobřím vrchem

### Pouze v ČR nebo na hranici s Polskem
| - Ruprechtický Špičák (880 m) - nejvyšší vrchol české části - Široký vrch (841 m) - Kościelec (805 m) - Kopica (803 m) - Světlina (797 m) - Čertův vrch (Słodna) (790 m) - Homole (u Vižňova) (Kozi Róg) (783 m) - Obírka (Średniak) (781 m) - Javorový vrch (Hraniční vrch, Płoniec) (777 m) - Jelení vrch (752 m) - Vysoká (Wysoka) (750 m) - Červená hora (747 m) - Březový vrch (744 m) | - Głowy (743 m) - Bobří vrch (740 m) - Bukový kopec (Góra Bukowa) (734 m) - Czarnoch (733 m) - Mez (Czernina) (727 m) - Malý kopec (726 m) - Kropiwiec (706 m) - Hájek (686 m) - Růžek (654 m) - Rudný (654 m) - Dlouhý vrch (653 m) - Homole (u Šonova) (649 m) - Velbloudí vrch (576 m) - Ptačí vrch (Ptasi Szczyt) (539 m) |  |

### Polsko
| - Waligóra (934 m) - Suchawa (928 m) - Kostrzyna (906 m) - Włostowa (903 m) - Jeleniec (902 m) - Turzyna (895 m) - Klin (886 m) - Bukowiec (886 m) - Rogowiec (870 m) - Graniczna (846 m) - Stożek Wieli (841 m) - Gomulnik (826 m) - Gomulnik Mały (807 m) - Granicznik (801 m) - Garbatka (797 m) | - Kozina (796 m) - Warzęcha (793 m) - Krzywucha (791 m) - Garniec (763 m) - Ostoja (753 m) - Stożek Mały (750 m) - Leszczyniec (736 m) - Kresko (721 m) - Słoneczna Kopa (713 m) - Miłosz (701 m) - Źródlana (682 m) - Włodarz (668 m) - Jatki (663 m) - Młynarz (540 m) - Gaj (503 m) |  |

## Hydrologie
Celé Javoří hory patří do úmoří Baltského moře, do povodí Odry. Většinou se jedná o přítoky řeky Stěnavy, např. Dobrohošťský potok, Ruprechtický potok, Uhlířský potok, Heřmánkovický potok, Kravský potok, Svinský potok (Benešovský potok), Rožmitálský potok, Šonovský potok a četné další bezejmenné. Polská část pohoří je zčásti odvodňována přítoky Stěnavy, např. Sokołowiec, Włodzica, zčásti se nachází v povodí řeky Bystrzyca, která teče k severu, do tohoto povodí patří např. Rybna, Otłuczyna, Złota Woda

## Flora

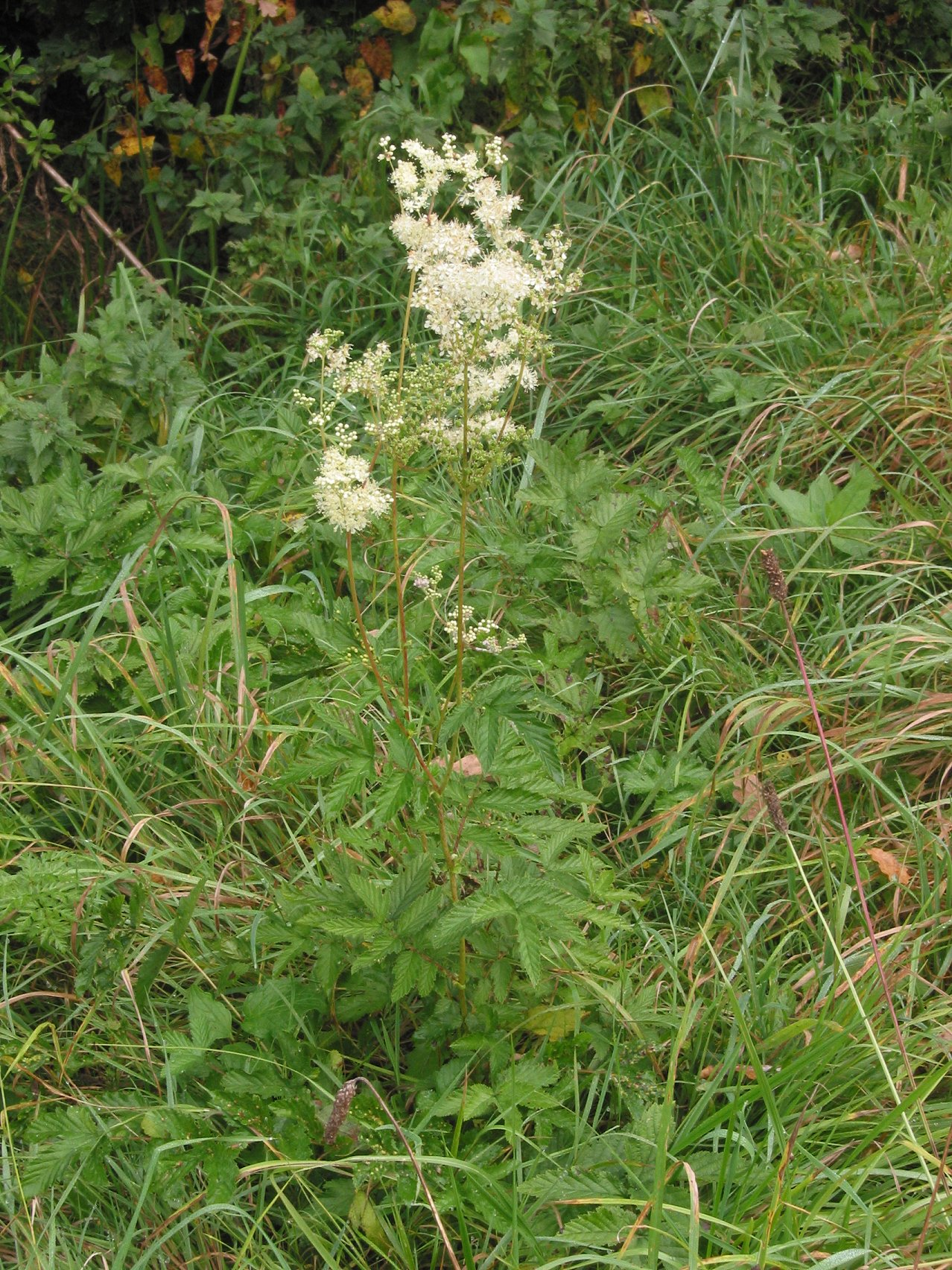
Tužebník jilmový

Větší část Javořích hor je porostlá lesy, zvláště u Šonova a na polské straně JV části se však rozkládají i louky a pastviny. Pole se zde dnes vyskytují jen málo, protože řada z nich byla v posledních letech kvůli neefektivnosti přeměněna na luční společenstva.
Dominantním lesním společenstvem jsou z potenciálního hlediska bučiny. Původně to byly smíšené lesy s dominancí buku lesního a jedle bělokoré, zvláště ve vyšších polohách na kyselém podkladě bylo i významné zastoupení původního smrku ztepilého (v nejvyšších polohách možná i nad 30%). Na úživnějším podkladě (zvláště na sutích) byl významnou dřevinou i javor klen, ostatní dřeviny se vyskytovaly v bučinách jen jako minoritní. Už od pozdního středověku bylo vlivem člověka posilováno dominantní postavení smrku, tento trend pak vyvrcholil v 19. a 20. století. Dnes je zde proto vysoké zastoupení kulturních smrčin, ale místy se i dodnes dochovaly rozsáhlejší bučiny, zvláště v JV části.
Na kyselém podkladě, více v SZ části pohoří, to jsou kyselé bučiny sv. Luzulo-Fagion. V bylinném patře jsou zastoupeny např. metličku křivolakou (Avenella flexuosa), brusnici borůvku (Vaccinium myrtillus), místy i třtinu chloupkatou (Calamagrostis villosa), na úživnějších místech také třtinu rákosovitou (Calamagrostis arundinacea). V některých článcích se objevují údaje o absenci druhu třtina chloupkatá (Calamagrostis villosa) v Javořích horách, ty jsou však mylné, druh je zde relativně hojný. Naopak velmi vzácná je zde bika hajní (Luzula luzuloides).
Na méně kyselých substrátech substrátech, např. na melafyrech JV částech pohoří, to jsou potom květnaté bučiny. V jejich podrostu uvidíme svízel vonný (Galium odoratum), ječmenku lesní (Hordelymus europaeus), kostřevu lesní (Festuca altissima), sveřep benekenův (Bromus benekenii), lilii zlatohlavou (Lilium martagon), pitulník horský (Galeobdolon montanum), pitulník žlutý (Galeobdolon luteum), bažanku vytrvalou (Mercurialis perennis) aj.
Při potocích můžeme často vidět i poměrně rozsáhlé luhy (někdy i širší než 50 m). Dominantní dřevinou je zde olše lepkavá (Alnus glutinosa), olše šedá (Alnus incana) a jasan ztepilý (Fraxinus excelsior), v bylinné patře roste mnoho druhů vlhkomilných rostlin, např. ostřice řídkoklasá (Carex remota), ostřice lesní (Carex sylvatica), tužebník jilmový (Filipendula ulmaria) a četné další. V SZ části se ojediněle vyskytují i podmáčené smrčiny.
Na strmých svazích rostou suťové lesy (sv. Tilio-Acerion). V jejich stromovém patře je častý javor klen (Acer pseudoplatanus) a jasan ztepilý (Fraxinus excelsior), ale nacházejí se zde i četné dřeviny i byliny společné s květnatými bučinami.
V nejnižších polohách (což už je ale spíše součást Broumovské kotliny) se vyskytují remízky s dominancí lípy srdčité (Tilia cordata) a dubu letního (Quercus robur), případně dalších dřevin. Jsou to zpravidla bývalé pastevní lesy, kde zvláště rozmnožování buku bylo pastvou v minulosti potlačeno, dnes tyto lesíky zhoustly a zarostly. Jedná se spíše potenciálně o nějaké lipové bučiny než dubohabřiny. S výskytem dubohabřin lze možná počítat v Broumovské kotlině, ale nikoliv v Javořích horách. Přesto někteří autoři o výskytu dubohabřin v nižších polohách Javořích hor uvažovali, nicméně tyto úvahy jsou s největší pravděpodobností mylné.
V některých oblastech, zvláště v JV části je vytvořeno sekundární bezlesí, převážně se jedná o louky a pastviny. Velmi častý je podhorský typ mezofilních luk, hlavně as. Trifolio-Festucetum rubrae. Dominantu tvoří často kostřava červená (Festuca rubra agg.), častý je i psineček obecný (Agrostis capillaris), z dvouděložných rostlin pak zvonek okrouhlolistý (Campanula rotundifolia s. str.) třezalka skvrnitá (Hypericum maculatum) aj. Jestliže je louka více spásána, je její vegetační složení blíže pastvinám sv. Cynosurion. Většinou jsou přítomny i druhy mezofilních kosených luk, navíc ale mívají vyšší pokryvnost některé pastevní prvky, např. poháňka hřebenitá (Cynosurus cristatus), máchelka podzimní (Leontodon autumnalis), sedmikráska chudobka (Bellis perennis), pcháč obecný (Cirsium vulgare), čekanka obecná (Cichorium intybus), světlík lékařský (Euphrasia rostkoviana) aj. Na kyselém podkladě se nacházejí také smilkové trávníky sv. Violion caninae s dominancí smilky tuhé (Nardus stricta) a psinečku obecného (Agrostis capillaris). Mnohé louky však nejsou typicky vyhraněny a stojí na přechodu všech třech společenstev.
V nivách potoků a jinde na vlhkých místech (např. okolí pramenišť) jsou mezofilní louky nahrazeny vlhkými loukami sv. Calthion, podsv. Calthenion. Výrazným prvkem je např. pcháč zelinný (Cirsium oleraceum), metlice trsnatá (Deschampsia cespitosa), pcháč šedý (Cirsium canum), místy se dodnes nachází úpolín evropský (Trollius altissimus) aj. Některé neobhospodařované pcháčové louky se po čase mění v tužebníková lada podsv. Filipendulenion ze sv. Calthion, kde zpravidla nad 30% pokryvnosti zabírá tužebník jilmový (Filipendula ulmaria), přidává se chrastice rákosovitá (Phalaris arundinacea) a další prvky typické i pro kosené pcháčové louky.
Jen malé rozlohy zabírají další typy vegetace, např. drobné lesní i nelesní skály, na chudých nelesních půdách (často kolem lučních skalek) vegetace efemér a sukulentů s rozchodníky, na strmých velmi chudých svazích pak acidofilní trávníky mělkých půd sv. Hyperico perforati-Scleranhion perennis, nelesní sutě. Na vlhkých místech zase např. vegetace vysokých ostřic, rákosiny a také lesní i nelesní prameniště (i s výskytem zdrojovky (Montia sp.). V drobných rybnících se vyskytuje různá vodní vegetace.

## Fauna

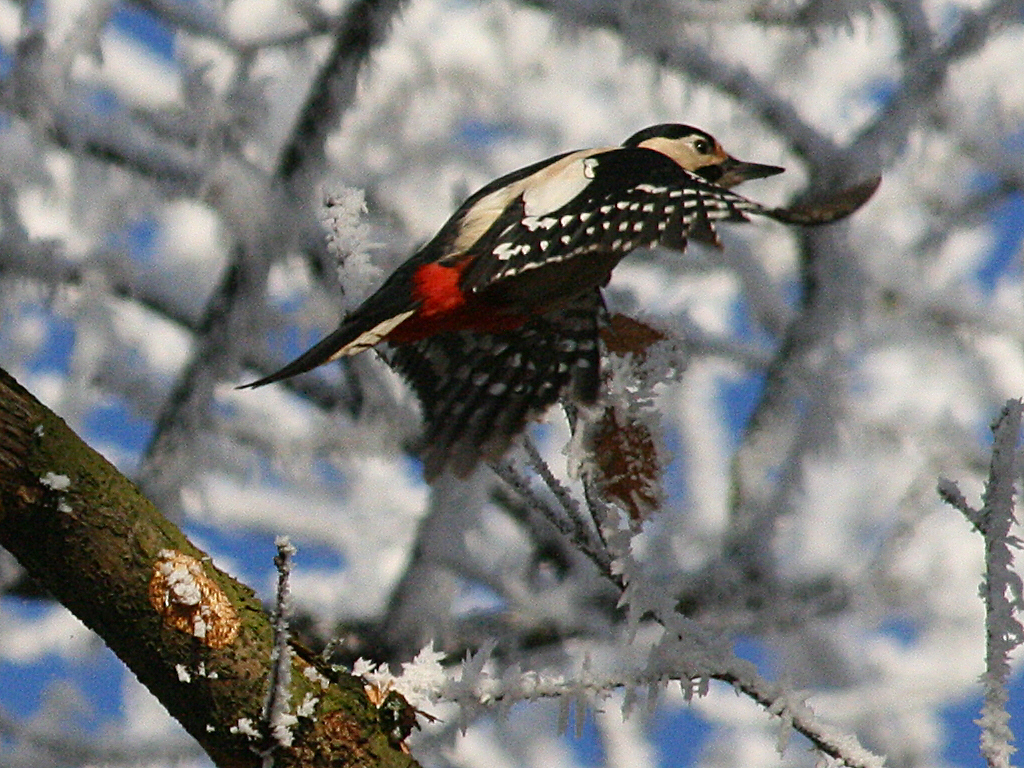
Strakapoud velký

V Javořích horách žije celá řada živočichů. Ze savců např. jelen evropský, srnec obecný, liška obecná, muflon, prase divoké, veverka obecná, krtek obecný, rejsek horský, myšice temnopásá aj. Z ptáků to jsou např. různé druhy sýkor, skorec vodní, pěnkava obecná, brhlík lesní, datel černý, strakapoud velký, káně lesní a další. Do Javořích hor už nezasahuje Ptačí oblast Broumovsko, přesto můžeme některé ptáky chráněné soustavou Natura 2000 spatřit i zde. Příkladem je výše zmíněný datel černý, dále sovy sýc rousný a kulíšek nejmenší, hnízdí zde i čáp černý. Žije zde i mnoho dalších živočichů, např. v potocích žijí pstruzi.

## Ochrana přírody
Celá česká část pohoří patří do chráněné krajinné oblasti Broumovsko, polská část pak do Park Krajobrazowy Sudetów Wałbrzyskich.

## Obce
V Javořích horách a jejich podhůří se nacházejí tyto obce a části obcí: Vižňov, Ruprechtice, Heřmánkovice, Janovičky, Benešov, Rožmitál, Šonov.
V Polsku potom: Bartnica, Dworki, Głuszyca, Głuszyca Górna, Grzmiąca, Kolce, Kowalowa, Krajanów, Łomnica, Mieroszów, Nowe Siodło, Rybnica Leśna, Sokolica, Sokołowsko, Świerki, Tłumaczów.